# Délivrez-nous du mal (film, 1969)
Pour les articles homonymes, voir Délivrez-nous du mal.
Pour plus de détails, voir Fiche technique et Distribution.
Délivrez-nous du mal est un film québécois réalisé par Jean-Claude Lord, sorti en salles à Montréal en 1969.
Le film est adapté du roman éponyme de Claude Jasmin, publié par les Éditions à la page en 1961, qui raconte une relation homosexuelle tourmentée.
Réalisé et scénarisé par Jean-Claude Lord, dont c’est le premier long métrage (il a 22 ans), produit par Pierre Patry et Jean Roy, le film a coûté 10 000 $ comptant (le budget réel étant d’environ 100 000 $) selon la formule participative de Coopératio (Québec).
Le tournage a lieu du 9 mars au 10 avril 1965 à Sainte-Agathe-des-Monts, Sainte-Adèle et Montréal ; la production est complétée en 1966 mais le film ne sort en salle, au Théâtre Saint-Denis, que le 28 juin 1969.

## Synopsis
L'action se passe dans la région des Laurentides et à Montréal au début des années 1960. Deux amants homosexuels dans la trentaine (André et Georges), issus de milieux socioéconomiques différents et dont l’un est bisexuel (Georges), vivent une relation sado-masochiste ponctuée par le chantage, la raillerie, la menace du suicide et le recours à des tueurs à gages. Le titre du film reprend la dernière demande du Notre Père, la prière la plus répandue chez les chrétiens.

## Fiche technique
- Titre : Délivrez-nous du mal
- Réalisation : Jean-Claude Lord
- Assistant à la réalisation : Yves Langlois
- Scénario : Jean-Claude Lord, d'après le roman de Claude Jasmin
- Photographie : Claude Charron et Martial Filion (assistant)
- Production : Pierre Patry et Jean Roy pour Cooperatio Québec
- Musique : François Dompierre
- Montage images : Jean-Claude Lord
- Prise de son : Serge Beauchemin[4]
- Scripte : Solange Desmeules
- Son et montage sonore : Serge Beauchemin
- Mixage : Michel Belaieff
- Pays d'origine : Canada, (Québec)
- Langue : français
- Genres : Fiction, drame
- Durée : 81 minutes et 20 secondes
- Format : 35 mm, noir et blanc
- Distributeur : France Film
- Date de sortie en salle au Canada : 1969
- Source: Fiche technique détaillée sur Archives Canada[3].

## Distribution
- Catherine Bégin : Lucille, la sœur d’André
- Jacques Bilodeau : un policier
- Yvon Deschamps : André Dastous
- Bertrand Gagnon : le chef de police
- Guy Godin : Georges Langis
- Yvon Leroux : un membre de la pègre
- Sophie Sénécal[5] : Hélène Stewart
- Olivette Thibault : Norma, une touriste
- Source: Fiche de distribution détaillée sur Archives Canada[3].

## Critique
Thomas Waugh, historien et critique, professeur à l’Université Concordia :
« (Extraits) Le film Délivrez-nous du mal a suscité tout autant de controverse que le roman : sa parution a été retardée pendant deux ans et sa sortie est finalement passé inaperçue. Lord a dirigé son premier film avec beaucoup d’efficacité, mais il n’a pas réussi, cela va de soi, à transformer ce mélodrame torpide, le seul film québécois « straight » avec des protagonistes gais, en un moment privilégié de l’histoire cinématographique pas plus qu’en une célébration de la liberté sexuelle. Au lieu de cela, il remplit la coquille creuse du prédateur-victime de Trouble-Fête avec une salade richement putrescente de contradictions, d’évasions et de haine. »
Yves Lever, critique, historien du cinéma. Son analyse de Délivrez-nous du mal, se lit ainsi :
« (…) La direction de comédiens semble presque inexistante, ce que les Deschamps, Godin et Bégin ne peuvent compenser par un métier qu'ils ne possèdent pas, d'autant plus que les deux hommes ne semblent pas croire beaucoup à leur personnage. Deschamps surtout ne réussit pas, même en gros plans, à faire vivre son visage et à y mettre une émotion qui ait l'air vraisemblable ; Bégin, quant à elle, en rajoute trop, se croyant sans doute au théâtre et non à quelques centimètres d'une caméra. (...) Malgré ce scénario qui ne lui convient pas, Lord y révèle en quelques séquences un bon talent de metteur en scène, particulièrement au tout début, où quelques plans rapides définissent bien les personnages, ou lorsqu'André rencontre les tueurs à gages, ou dans la scène du « suicide » final. En général, les scènes sont courtes et très découpées. Il abuse toutefois de la narration en voix off, laisant penser qu'il ne savait sans doute pas comment tourner certaines scènes. Il va même jusqu'à écrire en sous-titres la justification d'une ellipse (« mais André insiste tant que quelques jours plus tard, ils partent en vacances... »). Une musique très cinématographique, mais d'assez belle tenue, souligne le caractère dramatique de certains moments, parfois trop (…). »
Jean-Claude Lord :
Dans une entrevue accordée à Marc Lamothe et rapportée sur le site SpectacularOptical - « Le Webzine officiel du Festival international de films Fantasia », à la question « quelles leçons avez-vous tirées de Délivrez-nous du mal (1966), Jean-Claude Lord répond : 
« Une leçon d’humilité. Le soir de la première du film, il y avait peu de spectateurs et c’est sûrement mieux ainsi. J’ai réalisé que j’avais encore beaucoup à apprendre. »
Le tournage est achevé en 1965 et la postproduction en 1966, mais le film reste sur les tablettes. Aucun distributeur n'est intéressé à diffuser ce drame intimiste qui manque de potentiel commercial. Délivrez-nous du mal ne sort finalement qu’en 1969, « au moment où Valérie de Denis Héroux génère un engouement subit pour le cinéma québécois », mais il passe presque inaperçu ».